# Bouddhisme aux États-Unis

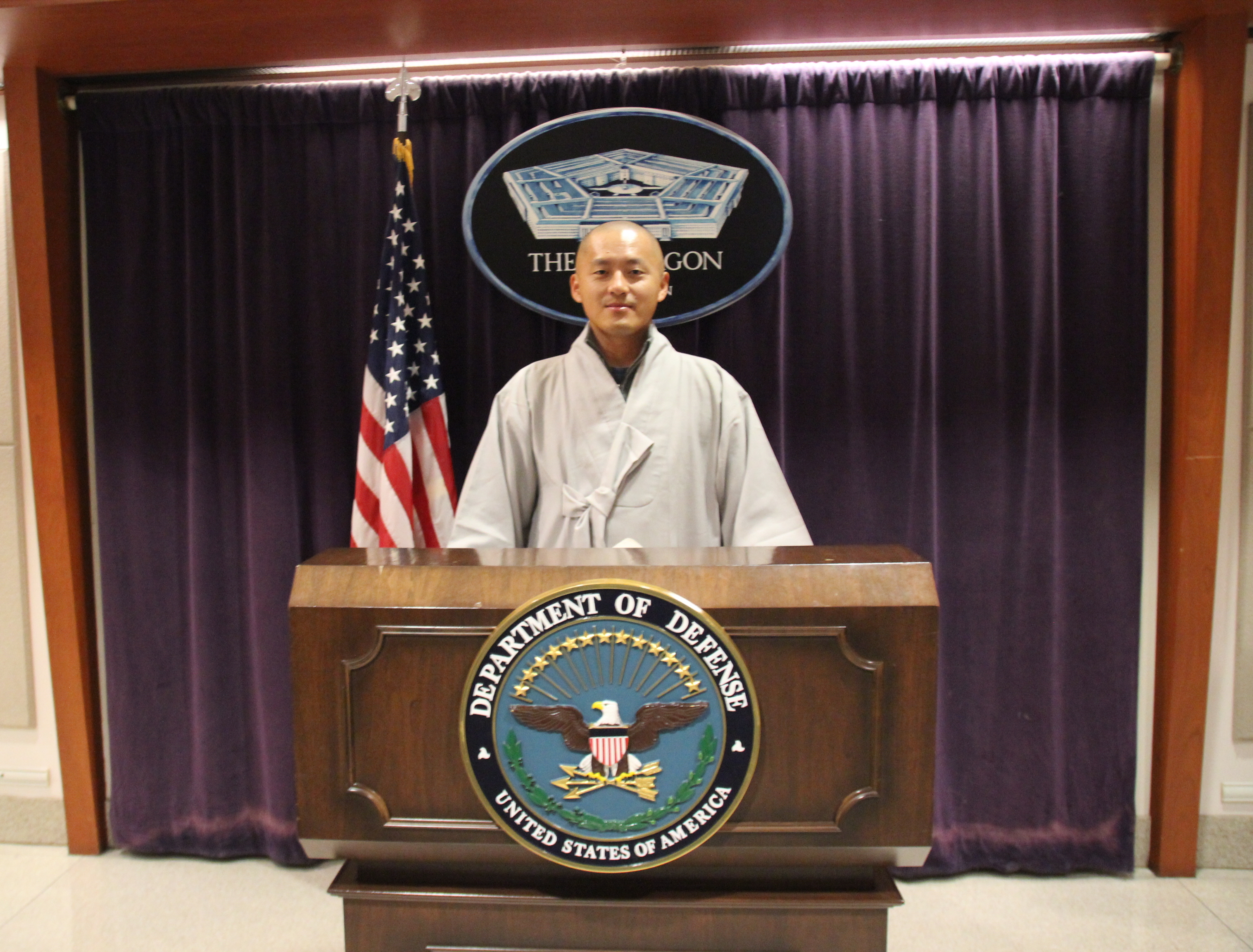
Wonje au département de la défense américain

Le bouddhisme aux États-Unis rassemble environ 0,7 % de la population.

## Histoire
La pratique du bouddhisme États-Unis connaît deux sources bien distinctes : l'immigration en provenance de pays d'Asie où il est largement pratiqué et son importation par la contre-culture des années 1960,.
Jusqu'à la fin du XXe siècle, le bouddhisme est pratiqué seulement par des immigrés chinois et japonais et par leurs descendants. L'immigration en provenance de la Chine, puis du Japon, étant limitée par un arsenal législatif contraignant de 1882 jusqu'au vote de la loi sur l'immigration et la nationalité de 1965, la population bouddhiste n'augmente considérablement qu'à partir de la fin des années 1960. À la même époque, de plus en plus de jeunes Américains sont séduits par le bouddhisme zen puis par le vipassanā et le bouddhisme tibétain.

## Démographie
| Année | Institut                                 | Fidèles   | %   |
| ----- | ---------------------------------------- | --------- | --- |
| 1990  | American Religious Identification Survey | 404 000   | 0,2 |
| 2001  | American Religious Identification Survey | 1 082 000 | 0,5 |
| 2008  | American Religious Identification Survey | 1 189 000 | 0,5 |
| 2014  | Religious Landscape Study                |           | 0,7 |

Les plus fortes concentrations de bouddhistes se trouvent à Hawaï, où ils représentent (8 % de la population) et en Californie (2 %).
La population bouddhiste américaine est composée à 44 % de Blancs américains, à 33 % d'Asio-Américains, à 12 % de Hispaniques et Latino-Américains, à 3 % d'Afro-Américains et à 8 % de personnes multiraciales ou appartenant à un autre groupe.

## Organisations
- Deer Park Buddhist Center and Monastery, monastère de bouddhisme tibétain à Oregon dans le Missouri.
- Karma Triyana Dharmachakra, monastère de bouddhisme tibétain à Woodstock dans l'État de New York.